# Emirado do Cáucaso
O Emirado do Cáusaso (russo: Кавказский Эмират), foi um estado virtual proclamado parcialmente como a sucessora da República Chechena da Ichkeria e foi oficialmente anunciada em 31 de outubro de 2007 pelo ex-presidente da Ichkeria, Dokka Umarov, que se tornou o primeiro Emir. De facto era um grupo insurgente Jihadista que realizava ataques terroristas e não tinha territórios. Tinha o objetivo de expulsar a presença russa da Chechênia e o Cáucaso.
O grupo era ligado à Al-Qaeda e participou além da Insurgência no Cáucaso Norte, na Guerra do Afeganistão apoiando o Talibã e na Guerra Civil Síria, dando apoio à filial da Al-Qaeda, a Frente Al-Nusra.
Após a morte de seu último líder Magomed Suleimanov em 2015 o grupo começou a entrar em colapso, por 2016 só restavam algumas células na Síria e a maioria dos integrantes no Cáucaso haviam integrado a filial no Cáucaso do Estado Islâmico. Este grupo porém foi destruído pelas forças de segurança russas em 2016, dando fim a Insurgência no Cáucaso Norte.